# Lourdesgrot (Mariadorp)

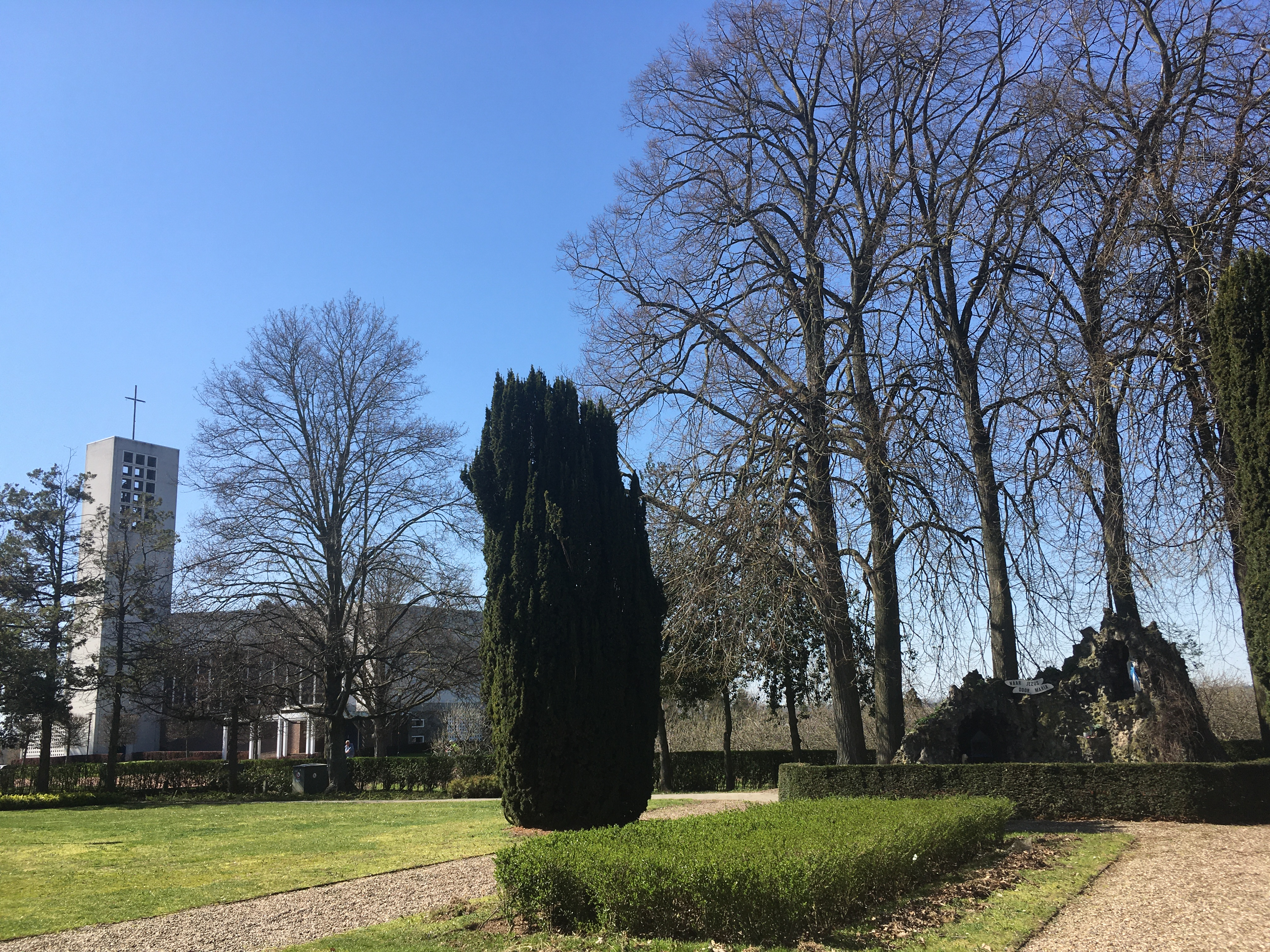
Rechts de Lourdesgrot met links de Maria-Tenhemelopnemingkerk

De Lourdesgrot is een religieus bouwwerk in Mariadorp, ten oosten van Eijsden in de Nederlands Zuid-Limburgse gemeente Eijsden-Margraten. De Lourdesgrot staat in een park ten noordoosten van de Maria-Tenhemelopnemingkerk, tussen de Rijksweg en de Hutweg.
De Lourdesgrot is gewijd aan Maria, specifiek aan Onze-Lieve-Vrouw van Lourdes.

## Geschiedenis
Mariadorp werd in 1913 gebouwd als arbeiderswijk van de Maastrichtsche Zinkwit Maatschappij, bestaande uit zeven zijstraten ten oosten van de Rijksweg. Aan de overkant van de Rijksweg werd een Lourdesgrot gebouwd, die op 21 juni 1920 werd ingezegend. Het is niet duidelijk of de naam Mariadorp afgeleid is van de Mariagrot. De Kolonie, zoals de wijk plaatselijk genoemd wordt, werd pas in 1960 een dorp door de bouw van een eigen kerk.

## Bouwwerk

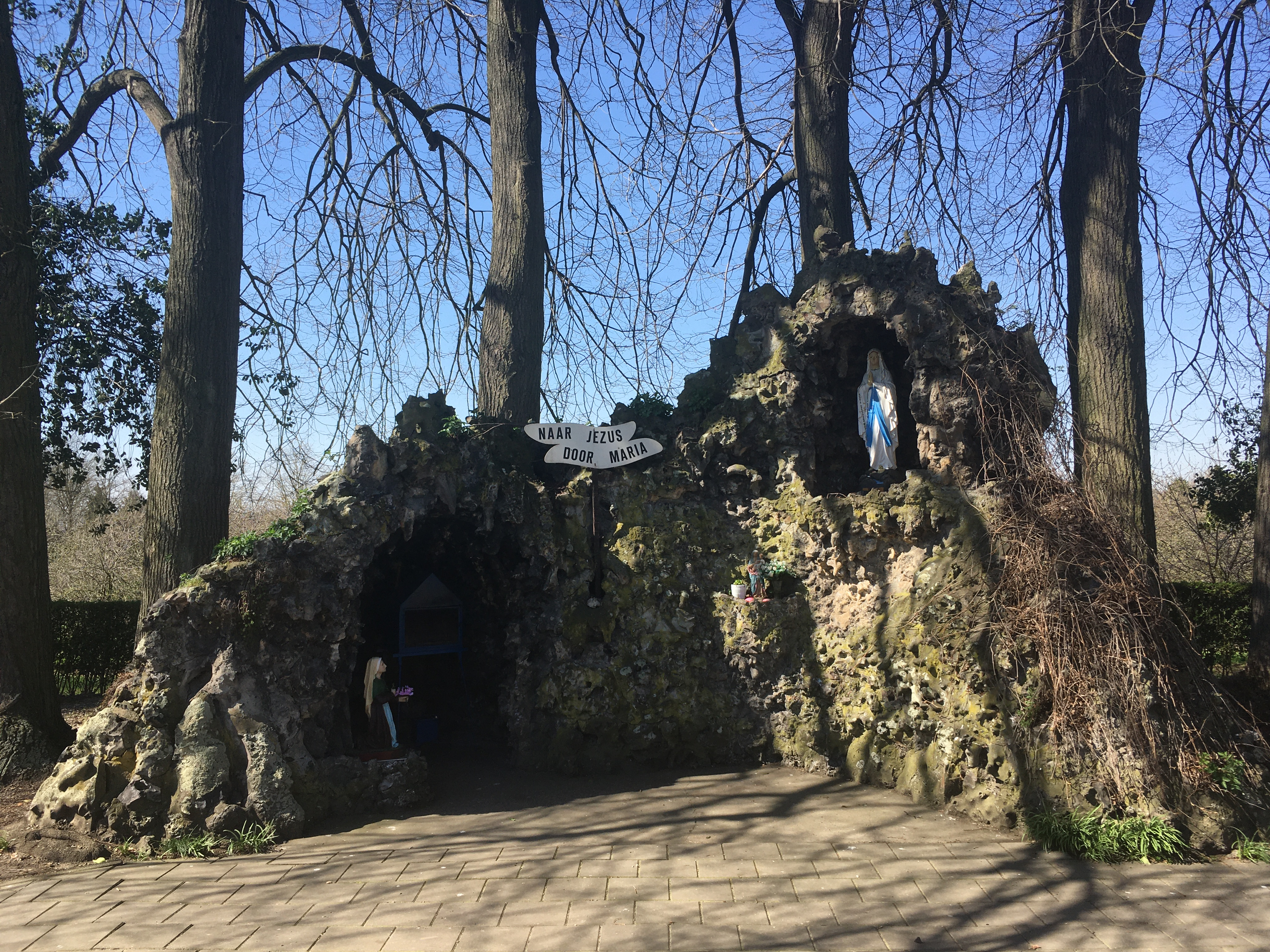
De Lourdesgrot

De grot is gebouwd met stenen uit de omgeving en is een nabootsing van de grot van Massabielle bij de Franse stad Lourdes. Het bouwwerk omvat twee holtes, waarbij de rechter holte hoger ligt met daarin een beeld van Onze-Lieve-Vrouw van Lourdes en de linker holte die lager ligt met daarin een beeld van Bernadette Soubirous. Het Mariabeeld is van 1970 en toont een biddende Onze-Lieve-Vrouw in lichtblauwe mantel met haar handen samengevouwen en een rozenkrans om haar rechter arm. Het beeld van Bernadette toont haar met een bruin kleed, lichtblauw voorschoot en een groene doek om haar schouders in een knielende positie. Centraal in de grot, tussen de twee holtes, bevindt zich nog een Mariabeeldje in blauw met roze mantel met het kindje Jezus op haar arm. Erboven is een bord bevestigd met de tekst: "naar Jezus, door Maria".